# Giovanni Maria Visconti
Giovanni Maria Visconti (känd som Gian Maria eller Giammaria Visconti), född 1388, död 1412, var härskare över Milano från 1402 till sin död. 
Gian Maria Visconti efterträdde sin far Gian Galeazzo som hertig av Milano när denne dog i pesten 1402, men han fick dela arvet med sina bröder Filippo Maria (som fick Pavia och flera andra städer) och Gabriele Maria (som erhöll Pisa och Cremona). Under hans tid började hertigdömet helt upplösas, och många underlydande städer gjorde sig självständiga eller övertogs av andra härskare. Gian Maria själv dödades i en sammansvärjning 1412 efter tio år på tronen, och Filippo Maria efterträdde honom.